# Australoeuops victoriensis
Australoeuops victoriensis is een keversoort uit de familie bladrolkevers (Attelabidae). De wetenschappelijke naam van de soort werd in 1894 gepubliceerd door Thomas Blackburn.